# ورزشگاه بیلفلدر
 ورزشگاه بیلفلدر  (به آلمانی: Bielefelder Alm) ورزشگاهی در شهر بیلفلد در کشور آلمان است.
بازی‌های خانگی باشگاه فوتبال آرمینیا بیله‌فلد در این ورزشگاه برگزار می‌شود.